# Ісраель Адесан'я
Ісраель Моболаджі Адесан'я (англ. Israel Mobolaji Adesanya; нар. 22 липня 1989, Лагос) — новозеландський боєць ММА і кікбоксер нігерійського походження, представник середньої вагової категорії. Виступає на професійному рівні починаючи з 2011 року, відомий по участі в турнірах бійцівських організацій UFC, Glory, Kunlun Fight та ін. Чемпіон UFC у середній вазі.

## Біографія
Ісраель народився 22 липня 1989 року в місті Лагос, Нігерія, але ще дитиною переїхав на постійне проживання в Нову Зеландію, оселившись у місті Вангануї. Займатися єдиноборствами почав у віці восьми років, щоб зуміти постояти за себе. Протягом трьох років навчався на графічного дизайнера, але кинув навчання, бажаючи стати професійним бійцем. У різний час практикував муай-тай, кікбоксинг, бокс, тхеквондо, бразильське джиу-джитсу. За БЖЖ отримав синій пояс з рук майстра Андре Галвана.

### Початок професійної кар'єри
Виступав одночасно в кікбоксингу, ММА і класичному професійному боксі. У 2014 році відзначився виступами на великих промоушенах Kunlun Fight і Glory, зустрівшись з канадцем Саймоном Маркусом і бельгійцем Філіпом Верлінденом, але обом програв. Досить довго боксував у кікбоксерських організаціях King in the Ring і Glory of Heroes.
У січні 2017 року боксував за титул чемпіона Glory в середній вазі, але виграти не зміг, одноголосним рішенням суддів поступився Джейсону Вільнісу. Станом на жовтень 2017 року займав шосте місце в світовому рейтингу за версією кікбоксерів CombatPress.com.

### Ultimate Fighting Championship
Маючи в ММА 11 перемог без поразок, Адесан'я привернув до себе увагу найбільшої бійцівської організації Ultimate Fighting Championship і в грудні 2017 року підписав з нею довгостроковий ексклюзивний контракт.
Вперше вийшов в октагон UFC у лютому 2018 року, вигравши технічним нокаутом у австралійця Роба Вілкінсона — при цьому заробив бонус за кращий виступ вечора. У квітні та липні за очками взяв верх над італійцем Марвіном Ветторі і американцем Бредом Таваресом відповідно — знову був нагороджений бонусом за кращий виступ вечора.
У квітні 2019 року одноголосним рішенням суддів виграв у Келвіна Гастелума і тим самим завоював титул тимчасового чемпіона UFC у середній вазі.
6 жовтня 2019 здобув перемогу нокаутом у другому раунді над Робертом Віттакером, отримавши тим самим звання незаперечного чемпіона в середній вазі.

## Статистика в професійному ММА
| Професійна кар'єра бійця |            |           |
| Боїв 18                  | Перемог 18 | Поразок 0 |
| Нокаут                   | 14         | 0         |
| Рішення суддів           | 4          | 0         |

| Результат | Рекорд | Суперник            | Спосіб                      | Турнір                                  | Дата              | Раунд | Час   | Місце                 | Примітки                                                             |
| --------- | ------ | ------------------- | --------------------------- | --------------------------------------- | ----------------- | ----- | ----- | --------------------- | -------------------------------------------------------------------- |
| Перемога  | 20-0   | Пауло Коста         | ТКО (удари)                 | UFC 253                                 | 27 вересня 2020   | 2     | 3: 59 | Абу-Дабі, ОАЕ         | Захистив титул чемпіона UFC в середній вазі. Виступ вечора.          |
| Перемога  | 19-0   | Йоель Ромеро        | Одностайне рішення          | UFC 248                                 | 7 березня 2020    | 5     | 5: 00 | Лас Вегас, США        | Захистив титул чемпіона UFC в середній вазі.                         |
| Перемога  | 18-0   | Роберт Віттакер     | KO (удари руками)           | UFC 243                                 | 6 жовтня 2019     | 2     | 3: 33 | Мельбурн, Австралія   | Виграв титул чемпіона UFC в середній вазі. Виступ вечора.            |
| Перемога  | 17-0   | Келвін Гастелум     | Одностайне рішення          | UFC 236                                 | 13 квітня 2019    | 5     | 5: 00 | Атланта, США          | Виграв титул тимчасового чемпіона UFC в середній вазі. Бій вечора.   |
| Перемога  | 16-0   | Андерсон Сілва      | Одностайне рішення          | UFC 234                                 | 10 лютого 2019    | 3     | 5: 00 | Мельбурн, Австралія   | Бій вечора.                                                          |
| Перемога  | 15-0   | Дерек Брансон       | TKO (удари)                 | UFC 230                                 | 3 листопада 2018  | 1     | 4: 51 | Нью-Йорк, США         | Виступ вечора.                                                       |
| Перемога  | 14-0   | Бред Таварес        | Одностайне рішення          | The Ultimate Fighter 27 Finale          | 6 липня 2018      | 5     | 5: 00 | Лас-Вегас, США        | Виступ вечора.                                                       |
| Перемога  | 13-0   | Марвін Ветторі      | Роздільне рішення           | UFC on Fox: Poirier vs. Gaethje         | 14 квітня 2018    | 3     | 5: 00 | Глендейл, США         |                                                                      |
| Перемога  | 12-0   | Роб Вілкінсон       | TKO (удари)                 | UFC 221                                 | 11 лютого 2018    | 2     | 3: 37 | Перт, Австралія       | Виступ вечора.                                                       |
| Перемога  | 11-0   | Стюарт Дейр         | KO (ногою в голову)         | Hex Fighting Series 12                  | 24 листопада 2017 | 1     | 4:53  | Мельбурн, Австралія   | Виграв вакантний титул чемпіона Hex Fighting Series в середній вазі. |
| Перемога  | 10-0   | Мелвін Гіллард      | TKO (удари руками)          | Australia Fighting Championship 20      | 28 липня 2017     | 1     | 4:49  | Мельбурн, Австралія   | Виграв титул чемпіона AFC в середній вазі.                           |
| Перемога  | 9-0    | Мурад Курамагомедов | TKO (удари руками)          | Wu Lin Feng: E.P.I.C. 4                 | 28 травня 2016    | 2     | 1:05  | Хенань, Китай         |                                                                      |
| Перемога  | 8-0    | Ендрю Флорес Сміт   | TKO (зупинений секундантом) | Glory of Heroes 2                       | 7 травня 2016     | 1     | 5:00  | Шеньчжень, Китай      |                                                                      |
| Перемога  | 7-0    | Дібіров Загіра      | TKO (удари руками)          | Wu Lin Feng: E.P.I.C. 2                 | 13 березня 2016   | 2     | 2:23  | Хенань, Китай         |                                                                      |
| Перемога  | 6-0    | Володимир Катихін   | TKO (зупинений лікарем)     | Wu Lin Feng: E.P.I.C. 1                 | 13 січня 2016     | 2     | N / A | Хенань, Китай         |                                                                      |
| Перемога  | 5-0    | гелі Кінг           | TKO (удари ліктями)         | Wu Lin Feng 2015: New Zealand vs. China | 5 вересня 2015    | 2     | 3:37  | Окленд, Нова Зеландія |                                                                      |
| Перемога  | 4-0    | Мауї Туігамала      | TKO (ногою в корпус)        | Fair Pay Fighting 1                     | 5 вересня 2015    | 2     | 1:25  | Окленд, Нова Зеландія |                                                                      |
| Перемога  | 3-0    | сон Кенан           | TKO (удари руками)          | The Legend of Emei 3                    | 8 серпня 2015     | 1     | 1:59  | Шахе, Китай           | Бій в проміжній вазі 84,8 кг.                                        |
| Перемога  | 2-0    | Джон Вейк           | TKO (удари руками)          | Shuriken MMA: Best of the Best          | 15 червня 2013    | 2     | 3:10  | Окленд, Нова Зеландія |                                                                      |
| Перемога  | 1-0    | Джеймс Гріффітс     | TKO (удари руками)          | Supremacy Fighting Championship 9       | 24 березня 2012   | 1     | 2:09  | Окленд, Нова Зеландія |                                                                      |